# Lisànies I d'Abilene
Lisànies I d'Abilene (en llatí Lysanias, en grec antic  Λύσανυας) va ser tetrarca d'Abilene, Traconitis i Iturea, fill i successor de Ptolemeu de Calcis vers l'any 40 aC.
Marc Antoni el va fer matar per complaure a Cleòpatra aproximadament l'any 33 aC. Els seus territoris van passar a un cap tribal de nom Zenòdor de Traconítida, per una mena de compra, segons explica Flavi Josep (Antiguitats judaiques XV, 4,1).